# Kazuki Oiwa
Kazuki Oiwa (født 17. august 1989) er en japansk fodboldspiller.
Han har spillet for flere forskellige klubber i sin karriere, herunder JEF United Chiba og Vegalta Sendai.